# Eagle/Paardenbaai
Eagle/Paardenbaai – strefa (zone) w regionie Oranjestad-West w środkowo-zachodniej części kraju autonomicznego Aruba, należącego do Holandii, w Ameryce Południowej. 1 stycznia 2020 r. liczyła 469 mieszkańców. Jest najmniejszą strefą w regionie.  

## Podział administracyjny
W skład strefy wchodzą dwie miejscowości:
- Eagle
- Paardenbaai

## Demografia
Strefa liczy 469 mieszkańców (1 stycznia 2020).
| Kobiety | Mężczyźni |
| ------- | --------- |
| 213     | 256       |